# Дом (фильм, 2016)
«Дом» (англ. Home) — бельгийский драматический фильм 2016 года, поставленный режиссёром Фин Трох. Мировая премьера состоялась 3 сентября 2016 года на 73-м Венецианском международном кинофестивале, где фильм участвовал в программе секции «Венецианские горизонты». В 2018 году лента была выдвинута номинантом в 4-х категориях бельгийской национальной кинопремии «Магритт» и получила награду как «Лучший фламандский фильм».

## Сюжет
Отбыв срок наказания в колонии для несовершеннолетних, 17-летний Кевин переезжает к своей тете, которая согласилась обеспечить ему стабильную семейную жизнь и научить ремеслу сантехника. Мальчик сразу же становится частью круга общения своего кузена Сэмми, завоевывает сердце девушки. Познакомившись с Джоном, Кевин узнает о непростой ситуации у него дома. Лишённые того, что семья оказывает другим, Кевин и Джон переживают чувство отчуждения, которое вот-вот перерастет в насилие.